# Världscupen i snowboard 2020/2021
Världscupen i snowboard 2020/2021 arrangerades av Internationella skidförbundet och var den 27:e säsongen av världscupen i snowboard. Säsongen startade den 12 december 2020 i Cortina d'Ampezzo och avslutades den 28 mars 2021 i Silvaplana. Det tävlades i parallellslalom, parallellstorslalom, snowboardcross, halfpipe, slopestyle och big air.

## Herrar

### Snowboardcross
| Nr                                                                 | Datum            | Plats     | Vinnare             | Tvåa          | Trea                |
| ------------------------------------------------------------------ | ---------------- | --------- | ------------------- | ------------- | ------------------- |
| 1                                                                  | 23 januari 2021  | Chiesa    | Glenn de Blois      | Éliot Grondin | Lorenzo Sommariva   |
| 2                                                                  | 24 januari 2021  | Chiesa    | Alessandro Hämmerle | Merlin Surget | Hagen Kearney       |
| Världsmästerskapen i freestyle och snowboard 2021 (11–13 februari) |                  |           |                     |               |                     |
| 3                                                                  | 18 februari 2021 | Reiteralm | Alessandro Hämmerle | Lucas Eguibar | Mick Dierdorff      |
| 4                                                                  | 4 mars 2021      | Bakuriani | Éliot Grondin       | Lukas Pachner | Lorenzo Sommariva   |
| 5                                                                  | 5 mars 2021      | Bakuriani | Omar Visintin       | Kalle Koblet  | Alessandro Hämmerle |
| 6                                                                  | 20 mars 2021     | Veysonnaz | Alessandro Hämmerle | Hagen Kearney | Merlin Surget       |

### Parallellslalom och parallellstorslalom
| Nr                                                           | Datum            | Plats             | Gren                | Vinnare            | Tvåa               | Trea               |
| ------------------------------------------------------------ | ---------------- | ----------------- | ------------------- | ------------------ | ------------------ | ------------------ |
| 1                                                            | 12 december 2020 | Cortina d'Ampezzo | Parallellstorslalom | Roland Fischnaller | Aaron March        | Benjamin Karl      |
| 2                                                            | 17 december 2020 | Carezza           | Parallellstorslalom | Benjamin Karl      | Andreas Prommegger | Žan Košir          |
| 3                                                            | 9 januari 2021   | Scuol             | Parallellstorslalom | Igor Sluev         | Michał Nowaczyk    | Tim Mastnak        |
| 4                                                            | 12 januari 2021  | Bad Gastein       | Parallellslalom     | Aaron March        | Dmitry Loginov     | Andreas Prommegger |
| 5                                                            | 30 januari 2021  | Moskva            | Parallellslalom     | Dmitry Karlagachev | Žan Košir          | Edwin Coratti      |
| 6                                                            | 6 februari 2021  | Lake Bannoye      | Parallellstorslalom | Dmitry Loginov     | Igor Sluev         | Mirko Felicetti    |
| 7                                                            | 7 februari 2021  | Lake Bannoye      | Parallellslalom     | Dmitry Loginov     | Stepan Naumov      | Andrey Sobolev     |
| Världsmästerskapen i freestyle och snowboard 2021 (1–2 mars) |                  |                   |                     |                    |                    |                    |
| 8                                                            | 6 mars 2021      | Rogla             | Parallellstorslalom | Žan Košir          | Andrey Sobolev     | Oskar Kwiatkowski  |
| 9                                                            | 20 mars 2021     | Berchtesgaden     | Parallellslalom     | Aaron March        | Alexander Payer    | Arvid Auner        |

### Halfpipe
| Nr                                                             | Datum           | Plats | Vinnare      | Tvåa           | Trea          |
| -------------------------------------------------------------- | --------------- | ----- | ------------ | -------------- | ------------- |
| 1                                                              | 23 januari 2021 | Laax  | Yūto Totsuka | Scotty James   | Ruka Hirano   |
| Världsmästerskapen i freestyle och snowboard 2021 (10–16 mars) |                 |       |              |                |               |
| 2                                                              | 21 mars 2021    | Aspen | Yūto Totsuka | Raibu Katayama | André Höflich |

### Slopestyle
| Nr                                                             | Datum           | Plats      | Vinnare          | Tvåa               | Trea             |
| -------------------------------------------------------------- | --------------- | ---------- | ---------------- | ------------------ | ---------------- |
| 1                                                              | 22 januari 2021 | Laax       | Niklas Mattsson  | Leon Vockensperger | Marcus Kleveland |
| Världsmästerskapen i freestyle och snowboard 2021 (10–16 mars) |                 |            |                  |                    |                  |
| 2                                                              | 20 mars 2021    | Aspen      | Marcus Kleveland | Red Gerard         | Mark McMorris    |
| 3                                                              | 28 mars 2021    | Silvaplana | Marcus Kleveland | Liam Brearley      | Chris Corning    |

### Big air
| Nr                                                             | Datum          | Plats       | Vinnare        | Tvåa          | Trea          |
| -------------------------------------------------------------- | -------------- | ----------- | -------------- | ------------- | ------------- |
| 1                                                              | 8 januari 2021 | Kreischberg | Maxence Parrot | Sven Thorgren | Mons Røisland |
| Världsmästerskapen i freestyle och snowboard 2021 (10–16 mars) |                |             |                |               |               |

## Damer

### Snowboardcross
| Nr                                                                 | Datum            | Plats     | Vinnare          | Tvåa                            | Trea                            |
| ------------------------------------------------------------------ | ---------------- | --------- | ---------------- | ------------------------------- | ------------------------------- |
| 1                                                                  | 23 januari 2021  | Chiesa    | Michela Moioli   | Faye Gulini                     | Eva Samková                     |
| 2                                                                  | 24 januari 2021  | Chiesa    | Eva Samková      | Faye Gulini                     | Julia Pereira de Sousa Mabileau |
| Världsmästerskapen i freestyle och snowboard 2021 (11–13 februari) |                  |           |                  |                                 |                                 |
| 3                                                                  | 18 februari 2021 | Reiteralm | Michela Moioli   | Lindsey Jacobellis              | Chloé Trespeuch                 |
| 4                                                                  | 4 mars 2021      | Bakuriani | Eva Samková      | Julia Pereira de Sousa Mabileau | Lindsey Jacobellis              |
| 5                                                                  | 5 mars 2021      | Bakuriani | Charlotte Bankes | Chloé Trespeuch                 | Faye Gulini                     |
| 6                                                                  | 20 mars 2021     | Veysonnaz | Eva Samková      | Michela Moioli                  | Charlotte Bankes                |

### Parallellslalom och parallellstorslalom
| Nr                                                           | Datum            | Plats             | Gren                | Vinnare                    | Tvåa                       | Trea                       |
| ------------------------------------------------------------ | ---------------- | ----------------- | ------------------- | -------------------------- | -------------------------- | -------------------------- |
| 1                                                            | 12 december 2020 | Cortina d'Ampezzo | Parallellstorslalom | Ester Ledecká              | Selina Jörg                | Ramona Theresia Hofmeister |
| 2                                                            | 17 december 2020 | Carezza           | Parallellstorslalom | Ramona Theresia Hofmeister | Ladina Jenny               | Selina Jörg                |
| 3                                                            | 9 januari 2021   | Scuol             | Parallellstorslalom | Sofia Nadyrshina           | Ramona Theresia Hofmeister | Julie Zogg                 |
| 4                                                            | 12 januari 2021  | Bad Gastein       | Parallellslalom     | Sofia Nadyrshina           | Cheyenne Loch              | Selina Jörg                |
| 5                                                            | 30 januari 2021  | Moskva            | Parallellslalom     | Daniela Ulbing             | Sofia Nadyrshina           | Ramona Theresia Hofmeister |
| 6                                                            | 6 februari 2021  | Lake Bannoye      | Parallellstorslalom | Ramona Theresia Hofmeister | Cheyenne Loch              | Sabine Schöffmann          |
| 7                                                            | 7 februari 2021  | Lake Bannoye      | Parallellslalom     | Julie Zogg                 | Cheyenne Loch              | Tomoka Takeuchi            |
| Världsmästerskapen i freestyle och snowboard 2021 (1–2 mars) |                  |                   |                     |                            |                            |                            |
| 8                                                            | 6 mars 2021      | Rogla             | Parallellstorslalom | Ramona Theresia Hofmeister | Sofia Nadyrshina           | Julie Zogg                 |
| 9                                                            | 20 mars 2021     | Berchtesgaden     | Parallellslalom     | Julie Zogg                 | Selina Jörg                | Carolin Langenhorst        |

### Halfpipe
| Nr                                                             | Datum           | Plats | Vinnare   | Tvåa              | Trea        |
| -------------------------------------------------------------- | --------------- | ----- | --------- | ----------------- | ----------- |
| 1                                                              | 23 januari 2021 | Laax  | Chloe Kim | Mitsuki Ono       | Sena Tomita |
| Världsmästerskapen i freestyle och snowboard 2021 (10–16 mars) |                 |       |           |                   |             |
| 2                                                              | 21 mars 2021    | Aspen | Chloe Kim | Queralt Castellet | Sena Tomita |

### Slopestyle
| Nr                                                             | Datum           | Plats      | Vinnare        | Tvåa                 | Trea           |
| -------------------------------------------------------------- | --------------- | ---------- | -------------- | -------------------- | -------------- |
| 1                                                              | 22 januari 2021 | Laax       | Jamie Anderson | Zoi Sadowski-Synnott | Tess Coady     |
| Världsmästerskapen i freestyle och snowboard 2021 (10–16 mars) |                 |            |                |                      |                |
| 2                                                              | 20 mars 2021    | Aspen      | Anna Gasser    | Hailey Langland      | Enni Rukajärvi |
| 3                                                              | 28 mars 2021    | Silvaplana | Reira Iwabuchi | Kokomo Murase        | Tess Coady     |

### Big air
| Nr                                                             | Datum          | Plats       | Vinnare              | Tvåa          | Trea        |
| -------------------------------------------------------------- | -------------- | ----------- | -------------------- | ------------- | ----------- |
| 1                                                              | 8 januari 2021 | Kreischberg | Zoi Sadowski-Synnott | Kokomo Murase | Anna Gasser |
| Världsmästerskapen i freestyle och snowboard 2021 (10–16 mars) |                |             |                      |               |             |